# Аксёновская (Тарногский район)
Аксёновская — упразднённая в 2021 году деревня в Тарногском районе Вологодской области.

## География
Находилась на рек Уфтюга.
географическое положение
Расстояние по автодороге до районного центра Тарногского Городка — 18 км, до центра муниципального образования Красного — 4,5 км. Ближайшие населённые пункты — Сверчковская, Семеновская, Кротовская.

## История
До марта 2021 года входила в состав Заборского сельского поселения, с точки зрения административно-территориального деления — в Заборский сельсовет.
Упразднена Постановлением Правительства Вологодской области от 26.04.2021 № 470 «Об изменениях в административно-территориальном устройстве Тарногского района Вологодской области».

## Население
| 2010 |
| ---- |
| 0    |

## Известные уроженцы, жители
В деревне 31 июля 1904 года родился Шевелёв, Иван Григорьевич (1904—1998) — советский деятель госбезопасности, генерал-лейтенант (1945), начальник Главного управления Специальной службы при ЦК ВКП(б).